# Campeonato Mundial de Patinaje Artístico sobre Hielo de 1904
El IX Campeonato Mundial de Patinaje Artístico se realizó en Berlín (Alemania) entre el 23 y el 24 de febrero de 1904 bajo la organización de la Unión Internacional de Patinaje sobre Hielo (ISU) y la Federación Alemana de Patinaje sobre Hielo. 

## Resultados

### Masculino
| Puesto | Nombre          | País     | Puntos |
| ------ | --------------- | -------- | ------ |
| Oro    | Ulrich Salchow  | Suecia   | 5      |
| Plata  | Heinrich Burger | Alemania | 12     |
| Bronce | Martin Gordan   | Alemania | 13     |

## Medallero
| Núm. | País     | Oro | Plata | Bronce | Total |
| ---- | -------- | --- | ----- | ------ | ----- |
| 1    | Suecia   | 1   | 0     | 0      | 1     |
| 2    | Alemania | 0   | 1     | 1      | 2     |
|      | TOTAL    | 1   | 1     | 1      | 3     |

| Predecesor: Rusia 1903 | Campeonato Mundial de Patinaje Artístico sobre Hielo 1904 | Sucesor: Suecia 1905 |

- Datos: Q386337